# 师夷长技以制夷

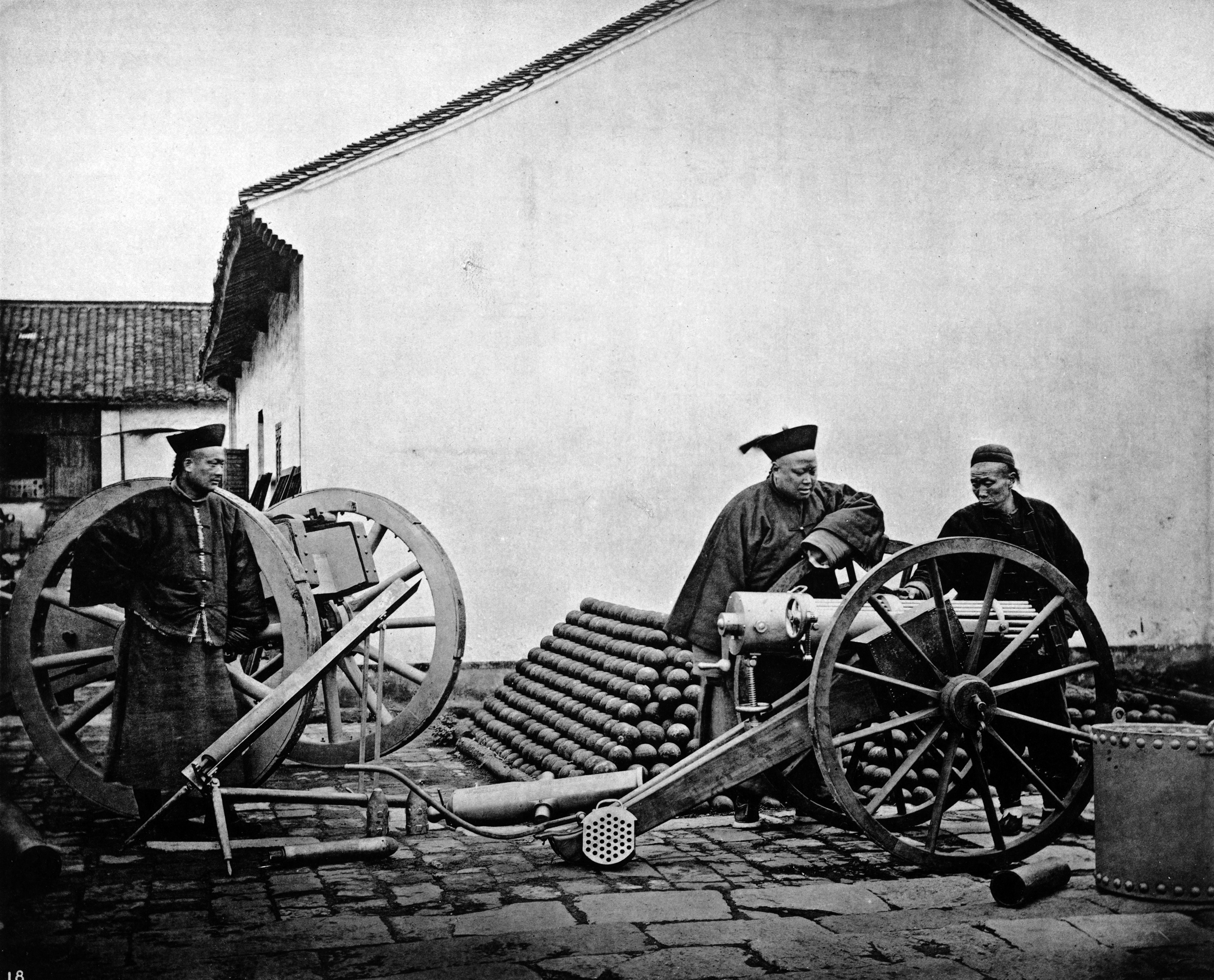
金陵機器製造局自製大砲

「師夷長技以制夷」是由晚清思想家魏源提出的指導思想，首见于其著作《海国图志》，后成为洋务运动的基础方針。

## 内容
“师夷长技以制夷”的完整解释即为“学习西方的先进技术从而抵抗西方列强入侵”。「长技」乃是确定并非万事皆从师于西方，仅仅学习西方先进的军事技术，师夷便是向西方学习。这一观点与数千年来高高在上的天朝上国思想完全不同，在当时是要冒很大的政治危险。
魏源“师夷长技以制夷”的思想对后世有很大的影响，19世纪末的洋务派运动張之洞提出的“中学为体，西学为用”便是由此深化而来。